# Сіроголова вівсянка-пустельниця
Сіроголова вівся́нка-пусте́льниця (Artemisiospiza) — рід горобцеподібних птахів родини Passerellidae. Представники цього роду мешкають в посушливих районах на заході США і Мексики.

## Види
Виділяють чотири види:
- Вівсянка-пустельниця невадійська (Artemisiospiza nevadensis)[5][6][7]
- Вівсянка-пустельниця каліфорнійська (Artemisiospiza belli)

## Етимологія
Наукова назва роду Artemisiospiza походить від сполучення наукової назви роду рослин Полин (Artemisia) і слова дав.-гр. σπιζα — в'юрок.